# Wapen van Bozum

Wapen van Bozum

Het wapen van Bozum is het dorpswapen van het Nederlandse dorp Bozum, in de Friese gemeente Súdwest-Fryslân. Het wapen werd in 1991 in de huidige vorm geregistreerd.

## Geschiedenis
Het wapen komt voor op een zilveren beker voor het echtpaar Pier Bosum en Bauck Unia uit 1508. De betekenis van de ram is onzeker. Gedacht wordt dat de ram een zinnebeeld is voor Pier Bosum als leidsman van de gemeenschap. Ook kan er een verband zijn met een lengtemaat. Het wapen was reeds lang in een plaatselijke herberg aanwezig.

## Beschrijving
De blazoenering van het wapen luidt als volgt:
In azuur een omgewende stappende ram van zilver, lopende op een schildvoet van sinopel.
De heraldische kleuren zijn: azuur (blauw), zilver (zilver) en sinopel (groen).

## Zie ook

Vlag van Bozum